# Zenzenita
La zenzenita és un mineral de la classe dels òxids. Rep el seu nom de Nils Zenzén (1883-1959), Comissari superior del Museu Suec d'Història Natural, a Estocolm (Suècia).

## Característiques
La zenzenita és un òxid de fórmula química Pb₃(Fe,Mn)₄Mn₃O13. Va ser aprovada com a espècie vàlida per l'Associació Mineralògica Internacional l'any 1990. Cristal·litza en el sistema hexagonal.
Segons la classificació de Nickel-Strunz, la zenzenita pertany a «04.CC: Òxids amb relació Metall:Oxigen = 2:3, 3:5, i similars, amb cations de mida mitjana i gran» juntament amb els següents minerals: cromobismita, freudenbergita, grossita, clormayenita, yafsoanita, latrappita, lueshita, natroniobita, perovskita, barioperovskita, lakargiïta, megawita, loparita-(Ce), macedonita, tausonita, isolueshita, crichtonita, davidita-(Ce), davidita-(La), davidita-(Y), landauïta, lindsleyita, loveringita, mathiasita, senaïta, dessauïta-(Y), cleusonita, gramaccioliïta-(Y), diaoyudaoïta, hawthorneïta, hibonita, lindqvistita, magnetoplumbita, plumboferrita, yimengita, haggertyita, nežilovita, batiferrita, barioferrita, jeppeïta i mengxianminita.

## Formació i jaciments
Va ser descoberta l'any 1990 a Långban, una zona mineral del municipi de Filipstad, a Värmland, Suècia. Es tracta de l'únic indret on ha estat trobada aquesta espècie mineral.